# ロジャー・コーンバーグ
ロジャー・デイヴィッド・コーンバーグ（Roger David Kornberg, 1947年4月24日 – ）は、アメリカの科学者。ミズーリ州セントルイス生まれ。スタンフォード大学教授。2006年、真核生物における転写の研究によってノーベル化学賞を受賞。彼の父で同じくスタンフォード大学教授だったアーサー・コーンバーグは1959年のノーベル生理学・医学賞を受賞している。
1967年ハーバード大学卒業後、1972年スタンフォード大学大学院にて博士号を取得。その後イギリスのMRC分子生物学研究所 (Medical Research Council, Laboratory of Molecular Biology) で博士研究員として研究を行う。1972年にはヒストンが八量体を形成し、DNAに巻き付いていることを発見した。1976年ハーバード大学医学部助教授、1978年よりスタンフォード大学の構造生物学教授に就任。クロマチン構造と転写の関係を酵母を使って研究した。1990年にはRNAポリメラーゼと転写因子の間に介在するタンパク質複合体メディエーターを発見し、2001年にはRNAポリメラーゼの構造を発表した。
全米科学アカデミー及びアメリカ芸術科学アカデミー会員。

## 受賞歴
- 1981年 - イーライリリー生物化学賞
- 1995年 - ガードナー国際賞
- 1997年 - ハーヴェイ賞
- 2001年 - ウェルチ化学賞
- 2002年 - シャルル＝レオポール・メイエ賞
- 2003年 - マスリー賞
- 2006年 - コロンビア大学よりルイザ・グロス・ホロウィッツ賞
- 2006年 - ピッツバーグ大学よりディクソン賞医学部門
- 2006年 - ノーベル化学賞